# Capitoli di Ken il guerriero

Copertina del primo volume dell'edizione Star Comics

Questa è la lista dei capitoli di Ken il guerriero, manga scritto da Buronson e illustrato da Tetsuo Hara. La serie è stata serializzata in Giappone a cadenza settimanale dal 1983 al 1988 sulla rivista Weekly Shōnen Jump di Shūeisha. I singoli capitoli sono stati raccolti in 27 volumi formato tankōbon, pubblicati dal 9 marzo 1984 al 10 marzo 1989.
Vengono riportate le date di uscita dei volumi in Italia, editi da Star Comics, prima edizione italiana a seguire fedelmente l'originale giapponese, iniziata nel 1997 e conclusasi nel 1999. La Granata Press aveva pubblicato precedentemente la serie prima a episodi sulla rivista ZERO dal novembre 1990 al febbraio 1992, dopodiché dal maggio 1992 al giugno 1994, suddividendola in 41 volumetti. Tre volumetti (numeri 1-2-3) furono pubblicati nell'autunno del 1993. La d/visual ha ripubblicato i 27 volumi originali in grande formato tra il 2005 e il 2011, con le tavole originali a colori. Nel 2013 è stata fatta una riedizione del formato tankōbon a cadenza settimanale dalla Panini Comics.
| Indice Lista volumi 1 2 3 4 5 6 7 8 9 10 11 12 13 14 15 16 17 18 19 20 21 22 23 24 25 26 27 Capitoli speciali Note |

## Lista volumi
| Nº | Titolo italiano | Data di prima pubblicazione          | Data di prima pubblicazione |
| Nº | Titolo italiano | Giapponese                           | Italiano                    |
| 1  | Il guerriero di Hokuto | 9 marzo 1984 ISBN 4-08-851661-3      | gennaio 1997                |
| 1  | Capitoli - 1. Un grido dal cuore (心の叫び?, Kokoro no sakebi) - 2. Quando l'ira infrange il cielo (怒り天を衝く時！?, Ikari ten o tsuku toki!) - 3. Il colpo del rimorso (秘拳！残悔拳?, Hiken! Zankai ken) - 4. Il contrattacco del Re (KINGの逆襲?, Kingu no gyakushū) - 5. La Croce del Sud (サザンクロスへ!!?, Sazankurosu e!!) - 6. Incontro col destino (宿命の再会！?, Shukumei no saikai!) - 7. Psico killer (狂乱の殺人者?, Kyōran no satsujinsha) - 8. Il fuoco della vendetta (執念の炎?, Shūnen no honō) |                                      |                             |
| 1  | Trama Negli anni 90 la guerra nucleare ha devastato il mondo facendo scomparire quasi tutte le specie viventi, ad eccezione di quella umana, che è ora governata dalla violenza. Kenshiro, un uomo esperto nelle arti marziali della Divina Scuola di Hokuto, giunge in un villaggio stremato dalla sete, ma è catturato e imprigionato dagli abitanti che lo scambiano per un predone. Ken divide la cella con Burt, giovane ladruncolo, e si dimostra gentile con la carceriera Lynn, una bambina diventata muta dopo aver assistito al massacro della propria famiglia. Premendole gli tsubo (i punti di pressione del corpo), Ken le dà la possibilità di parlare. All'arrivo della banda di briganti di Zeta, gli abitanti cercano di combattere ma vengono facilmente sconfitti e Lynn chiede aiuto a Ken, che uccide Zeta e i suoi uomini con devastanti colpi di arti marziali. Ken e Burt lasciano il villaggio, e si imbattono negli spietati uomini del Re che controlla l'area di Kanto. Ken uccide Picche, uno di questi, attirando l'attenzione del Re, che, giustiziando degli innocenti, lo adesca nella sua città: Croce del Sud. Combattendo contro altri due generali, Quadri e Fiori, Ken intuisce l'identità del Re, ovvero Shin, della Sacra Scuola di Nanto, l'uomo che un anno prima gli provocò le sette cicatrici sul petto dopo averlo sconfitto e che rapì Julia, la sua amata. Dopo aver ucciso il più forte dei sottoposti del Re, Cuori, Ken affronta Shin, mentre un'impassibile Julia assiste allo scontro. Tuttavia Ken ora è molto più forte, grazie alla tenacia insegnatagli da Shin. |                                      |                             |
| 2  | Quando cade una stella | 8 giugno 1984 ISBN 4-08-851662-1     | febbraio 1997               |
| 2  | Capitoli - 9. Tenacia... e rabbia! (執念と怒り?, Shūnen to ikari) - 10. Quando cade una stella gigante (巨星堕つ時?, Kyosei otsu toki) - 11. Incontro all'oasi (オアシスでの出会い！?, Oashisu no deai!) - 12. L'esecuzione satanica (悪魔の処刑！?, Akuma no shokei!) - 13. Il sergente folle (マッド軍曹?, Maddo gunsō) - 14. L'assassino estremo (究極の暗殺者?, Kyūkyoku no ansatsusha) - 15. Il boomerang della morte (死のブーメラン?, Shi no būmeran) - 16. Le lacrime che stroncano l'ambizione (野望を断つ涙！?, Yabō o tatsu namida!) - 17. Il messaggero del paese natio (故郷からの使者?, Furusato kara no shisha) |                                      |                             |
| 2  | Trama Per far perdere tenacia a Ken, Shin trafigge Julia ma viene sconfitto da Ken in preda alla rabbia, il quale si rende però conto di trovarsi di fronte a una bambola di Julia. Prima di morire, Shin rivela a Ken di aver amato Julia con tutto se stesso dandole tutto ciò che poteva, e che ella si è suicidata per impedire che Shin uccidesse altri innocenti. Dopo aver seppellito Shin, Ken e Burt giungono in un'oasi dove i Golan stanno rapendo donne e bambine, tra cui Lynn. Ken si dirige nella loro città, Godland, dove annienta i soldati e affronta il Colonnello, il quale gli spiega che lui e i suoi uomini si ritengono prescelti da Dio per esser sopravvissuti alla guerra nucleare. Nonostante l'abilità del Colonnello, che dispone perfino delle tecniche di Nanto, Ken lo uccide e torna all'oasi con Lynn e Burt. Qui giunge anche Taki, un orfano che viveva assieme a Burt, in cerca di qualcuno che possa aiutare la signora che si occupa degli orfani a scavare un pozzo. Ken, con Lynn e Taki, si fa condurre al villaggio da Burt, ma degli uomini che vogliono far entrare Ken nella loro banda puntano a impossessarsi dell'acqua del villaggio. |                                      |                             |
| 3  | L'uomo di Nanto | 10 settembre 1984 ISBN 4-08-851663-X | marzo 1997                  |
| 3  | Capitoli - 18. Per un goccio d'acqua (一口の水のために…?, Hitokuchi no mizu no tame ni...) - 19. Il villaggio abbandonato da Dio (神に捨てられた村?, Kami no suterareta mura) - 20. Fino all'inferno (怒り！地獄の果てまで!!?, Ikari! Jigoku no hate made!!) - 21. Morte per i bastardi (狂犬ども死すべし！?, Kyōken domo shisubeshi!) - 22. Sfida ai demoni! (悪魔たちへの挑戦状！?, Akuma-tachi e no chōsenjō!) - 23. Il risveglio del Diavolo! (悪魔の目覚め！?, Akuma no mezame!) - 24. La reincarnazione di Indra (闘神の化身!!?, Indora no keshin!!) - 25. Nessuno può ingannare il dio della morte (死神は欺けない?, Shinigami wa asamukenai) - 26. L'uomo di Nanto (南斗の男！?, Nanto no otoko!) |                                      |                             |
| 3  | Trama Ken e gli altri arrivano al villaggio, dove l'anziana Toyo è giunta allo stremo per dare a loro e ai bimbi l'acqua. Taki di notte si reca allora a rubare l'acqua al villaggio vicino per salvare la signora, ma viene ucciso. Dopo averlo vendicato, Ken rompe la roccia che ostruisce il pozzo, ma non appena se ne va con Burt e Lynn, gli uomini di Jakkar attaccano il villaggio per impossessarsi dell'acqua e uccidono la signora. Udito il rumore degli scontri, Ken torna sui suoi passi ma Jakkar fugge per evitare di scontrarsi con lui. Ken corre al loro inseguimento per ucciderli. Jakkar, braccato, ammazza anche i suoi uomini, i quali intendono tradirlo per evitare la rappresaglia di Ken. Ormai solo, Jakkar si dirige a Villany Prison, dove sono rinchiusi i carcerati più pericolosi e da cui evase egli stesso. Qui libera Devil, un gigante fortissimo, che viene sconfitto comunque da Ken, il quale se ne va dopo aver eliminato anche Jakkar. In seguito, un villaggio vicino e prospero, guidato da una donna di nome Mamiya, identica a Julia, accetta di occuparsi dei bambini orfani se Ken li libera da alcuni banditi. Contemporaneamente, un esponente di Nanto, che sta cercando l'uomo dalle sette cicatrici per ucciderlo, giunge al villaggio. |                                      |                             |
| 4  | Le due stelle della sventura | 7 dicembre 1984 ISBN 4-08-851664-8   | aprile 1997                 |
| 4  | Capitoli - 27. Le due stelle della sventura (ふたつの凶星！?, Futatsu no kyōsei!) - 28. Gli uomini che hanno visto le lacrime (涙をみた男たち!!?, Namida o mita otoko-tachi!!) - 29. Il colpo del branco di lupi destinati a morire (死すべし群狼拳！?, Shisubeshi gunrō-ken!) - 30. Tu sei una donna! (おまえは女！?, Omae wa onna!) - 31. Trappola di sangue (血ぬられた罠！！?, Chinurareta wana!!) - 32. L'odore della morte (ただよう死の臭い！?, Tadayō shi no nioi!) - 33. La scommessa di Mamiya (マミヤの賭け！?, Mamiya no kake!) - 34. Una tattica spaventosa (恐るべき策略！?, Osorubeki no sakuryaku!) - 35. Il pugno che spezza la roccia (岩を裂く拳！?, Iwa o saku kobushi!) |                                      |                             |
| 4  | Trama Inizialmente assoldato dal Clan della Zanna per attaccare il villaggio, Rei (l'uomo di Nanto) cambia idea per Mamiya, il capo-villaggio che gli ricorda la sorella Aily rapita dall'uomo con le sette cicatrici sul petto che ha ucciso i loro genitori. Ken e Rei eliminano gli invasori, i cui compagni uccidono il fratello di Mamiya preso in ostaggio. Commossi dalle sue lacrime, Ken e Rei si lanciano all'inseguimento dei nemici, di cui fanno strage. Il padre del Clan della Zanna, per far provar loro lo stesso dolore, si mette in cerca dei cari dei due guerrieri, catturando Aily, che usa come ostaggio. Allo scopo di liberare Aily, Mamiya si finge la donna di Ken, ma viene anch'essa catturata. Il padre propone allora a Rei di liberare sua sorella a patto che uccida Ken, il quale però si rifiuta di combattere. Quando Aily e Mamiya tentano di suicidarsi per non intralciare i due guerrieri, Ken si prepara a scontrarsi con Rei. |                                      |                             |
| 5  | Conto alla rovescia | 8 marzo 1985 ISBN 4-08-851665-6      | maggio 1997                 |
| 5  | Capitoli - 36. Chi ride per ultimo? (最後に笑う者!??, Saigo ni warau mono!?) - 37. Conto alla rovescia mortale (死のタイムリミット?, Shi no taimu rimitto) - 38. Lo sguardo feroce (凶悪なるまなざし！?, Kyōakunaru manazashi!) - 39. La battaglia finale (死闘への旅立ち！?, Shitō e no tabidachi) - 40. Una piccola vittima (幼き犠牲!!?, Osanaki ikenie!!) - 41. La predizione del maestro (師父の予言！?, Shifu no kanegoto!) - 42. Legge spietata (非情の掟?, Hijō no okite) - 43. Tutto il sangue versato (強敵たちの血の果てに！?, Tomo-tachi no chi no hateni!) - 44. I quattro pugni della rabbia (怒拳4連弾!!?, Doken yonrendan!) |                                      |                             |
| 5  | Trama Scontrandosi, Ken e Rei si fingono morti, riuscendo così a liberare le due ragazze e ad estinguere il Clan della Zanna. I quattro tornano così al villaggio, dove Ken fa riacquisire la vista ad Aily e rivela a Rei di essere l'uomo con le sette cicatrici, ma Rei capisce che non può essere stato Ken a compiere quelle malefatte. Ken intuisce da Aily l'identità dell'uomo che si spaccia per lui: il suo fratellastro Jagger, che lo odia per non esser stato scelto come successore della scuola di Hokuto e per essere stato sfigurato da Ken. Quest'ultimo si mette dunque sulle sue tracce, trovandolo grazie alle vittime innocenti che Jagger causa fingendosi Ken. Una volta trovato, i due combattono e Ken sconfigge il fratello, che gli rivela di aver istigato Shin a rapire Julia. Furioso, Ken lo uccide, ma in punto di morte Jagger afferma che è per Ken che comincia l'inferno, in quanto i loro due fratelli maggiori sono ancora vivi. |                                      |                             |
| 6  | L'angelo impazzito | 10 giugno 1985 ISBN 4-08-851666-4    | giugno 1997                 |
| 6  | Capitoli - 45. La stella della guerra (乱を呼ぶ星?, Ran o yobu hoshi) - 46. L'angelo impazzito (狂気の堕天使！?, Kyōki no daraku tenshi!) - 47. Il braccio di ferro della morte (死のパワーゲーム?, Shi no pawā gēmu) - 48. Tragico incontro (悲劇の再会!!?, Higeki no saikai!!) - 49. Una tragica stella (悲劇の星の下に！?, Higeki no hoshi no shita ni!) - 50. Dietro la maschera (仮面の裏！?, Kamen no ura!) - 51. La morte del genio (悲しき天才！?, Kanashiki tensai!) - 52. Deserto assetato (飢えた荒野！?, Katsueta kōya!) - 53. Uomini che diventano leggenda (伝説をつくる男たち！?, Densetsu o tsukuru otoko-tachi!) |                                      |                             |
| 6  | Trama Ora che è a conoscenza che i suoi fratelli sono ancora in vita, Ken vuole incontrarli, specialmente Toki che gli ha fatto da maestro e il cui sogno, dopo essersi esposto alle radiazioni nucleari per salvare Ken e Julia, divenne quello di salvare la gente nel poco tempo che gli rimaneva da vivere. Tuttavia Ken si imbatte in persone che tramite gli tsubo sono state potenziate o condannate a morire in pochi giorni; costoro lo informano che il responsabile di ciò è proprio Toki. Una volta raggiunto, Toki gli spiega di essere cambiato dopo aver compreso che l'arte di Hokuto dev'essere usata per uccidere, e che a tal fine sta sperimentando nuovi tsubo per potenziare le tecniche. Ken lo affronta per fermarlo, e, nonostante gli sia superiore, viene paralizzato. Arriva però Rei, che smaschera il finto Toki: si tratta di Amiba, suo compagno della Scuola di Nanto. Amiba rivela di odiare Toki, in quanto invidioso della sua abilità e popolarità, e, credendosi un genio in grado di imparare qualunque arte, decise di infangarne il nome per vendicarsi. Ken uccide Amiba e si dirige poi con Rei nel luogo concordato con Mamiya, la quale ha scoperto che Toki è rinchiuso a Cassandra, la città dei demoni urlanti, in cui sono imprigionati criminali terribili e da cui nessuno è uscito vivo. Toki, che durante la prigionia non aveva mai reagito, sorride, percependo l'arrivo di colui che sfiderà la leggenda di Cassandra. |                                      |                             |
| 7  | Il Re di Hokuto | 10 settembre 1985 ISBN 4-08-851667-2 | luglio 1997                 |
| 7  | Capitoli - 54. Il cancello della morte (死の門をあけろ!!?, Shi no mon o akero!!) - 55. La triste scommessa (哀しき賭け！?, Kanashiki kake!) - 56. Le tombe dei salvatori (救世主たちの墓?, Kyūseishu-tachi no haka) - 57. Tombe senza lapide (眠れ墓標なき墓に！?, Nemure bohyō-naki haka ni!) - 58. I passi del terrore (恐怖の足音！?, Kyōfu no ashioto!) - 59. Il gigante buono (静かなる巨人！?, Shizukanaru kyojin!) - 60. Il colpo della pietà di Hokuto (北斗有情拳！?, Hokuto ujō-ken!) - 61. Sfida agli dei (失われた北斗の男?, Ushinawareta hokuto no otoko) - 62. La stella della morte (死兆星の蒼光！?, Shichōsei no sōkon!) |                                      |                             |
| 7  | Trama Alle porte di Cassandra, il gruppo di Ken affronta i due guardiani Raiga e Fuga, costretti a combattere in quanto il loro fratellino è ostaggio del sanguinario capo-carceriere Uighur. Sottomessi da Ken, i due decidono di puntare su di lui per liberare Cassandra, e aprono così il cancello. Uighur affronta Ken, venendo sconfitto, ma ordina di non lasciare assolutamente che Ken incontri Toki, per ordine del Re di Hokuto, il dominatore di quelle terre. Le guardie reali del Re di Hokuto, giunte sul posto, uccidono Raiga e Fuga e tentano di impedire che Ken incontri Toki, venendo però uccise. I due fratelli si incontrano e Toki spiega che il Re di Hokuto è Raoul, loro fratello maggiore, il quale ha costruito Cassandra per rinchiudere chi gli si poteva opporre e gli esperti di arti marziali, e che anche Jagger e Amiba erano suoi sottoposti. Scoperto che le truppe di Raoul stanno assalendo i villaggi, Rei si dirige a proteggere Aily, Lynn e Burt, mentre Ken resta con Toki e Mamiya, entrambi in grado di vedere la stella visibile solo a chi morirà entro l'anno. Lungo la strada, anche Rei scorge a fianco dell'Orsa Maggiore la stella della morte. |                                      |                             |
| 8  | Destino di sangue | 8 novembre 1985 ISBN 4-08-851668-0   | agosto 1997                 |
| 8  | Capitoli - 63. Una bambina coraggiosa (小さな勇者！?, Chiisai na yūsha) - 64. La bestia si avvicina! (迫りくる野獣！?, Serikuru yajū!) - 65. La tecnica del fuoco (凶星炸裂！?, Kyōsei sakuretsu!) - 66. L'aura di Ken (見えざる魔拳！?, Miezaru maken!) - 67. L'avvertimento dei morti (死者の警告！?, Shisha no keikoku!) - 68. Destino di sangue (血を呼ぶ宿命！?, Chi o yobu shukumei!) - 69. Un altro istante di vita (今一瞬の命を！?, Ima isshun no inochi o!) - 70. Come l'acqua calma (静水のように?, Seisui no yōni) - 71. Liberati dalle catene (その秘孔縛を解け！?, Sono hikō baku o toke!) |                                      |                             |
| 8  | Trama Il villaggio di Mamiya viene conquistato dalle truppe di Raoul, che uccidono chi non giura fedeltà al Re. Con il suo coraggio, però, Lynn smuove gli animi degli abitanti e di Aily, e li sprona a combattere. Rei, giunto in loro soccorso, vedendo che sua sorella sa ora badare a se stessa non ha più punti deboli, e sconfigge le truppe armate. Raoul intanto arriva al villaggio, in sella al suo enorme cavallo Re Nero, ed è così potente da atterrare Rei con la sola aura e da sconfiggerlo con un colpo che gli lascia soli tre giorni di vita. Ken accorre in loro aiuto ma non può competere con Raoul, il quale teme solo la tecnica di Toki. Pur riconoscendo la propria inferiorità, Ken vorrebbe affrontare Raoul a ogni costo, ma viene immobilizzato da Toki finalmente giunto, che rivela come fu Raoul a uccidere Ryuken, loro padre adottivo e maestro della Scuola di Hokuto, dopo che questi nominò Kenshiro come suo successore e impose agli altri allievi di vedere sigillate le proprie tecniche. Toki è disposto a immolarsi per insegnare a Ken l'importanza dei precetti di Hokuto, e il segreto della sua tecnica per sconfiggere Raoul. Per bloccare Toki, Raoul trafigge il piede di entrambi, ma quando sta per ucciderlo è interrotto da Mamiya. Le lacrime di Lynn liberano Ken dalla tecnica di Toki e, dopo aver salvato Mamiya, si accinge ad affrontare Raoul. |                                      |                             |
| 9  | Le stelle di Nanto | 10 gennaio 1986 ISBN 4-08-851669-9   | settembre 1997              |
| 9  | Capitoli - 72. Battaglia mortale (その秘孔縛を解け！?, Sono hikō baku o toke!) - 73. Il signore dei cani (暴虐！ 狗法眼!!?, Bōgyaku! Kuhōgen!!) - 74. La stella della morte splende su Mamiya (死兆星マミヤの頭上に！?, Shichōsei Mamiya no shijō ni!) - 75. Il marchio indelebile (凶悪なる紋章！?, Kyōakunaru monshō!) - 76. Brillano le sei stelle di Nanto (南斗六星光る!!?, Nanto roku sei hikaru!!) - 77. La stella traditrice (絶望の淵!!?, Zetsubō no fuchi!!) - 78. La stella magica rosso sangue (妖星の赤き牙！?, Yōsei no aki kiba!) - 79. L'ultima fiamma (最期の炎！?, Saigo no honō!) - 80. Il destino delle scuole sacre di Nanto (南斗六聖拳堕ちる時?, Nanto roku seiken ochiru toki) |                                      |                             |
| 9  | Trama Nel loro scontro, Ken e Raoul si feriscono gravemente, finché Toki li interrompe per evitare che si ammazzino a vicenda. Di fronte al crollo del Re di Hokuto i suoi uomini fuggono, eccetto Re Nero, l'unico che lo sostiene e gli resta fedele, portandolo via. Per alleviare il dolore di Rei, Mamiya si dirige a Medicine City, una delle città di Raoul ora in mano agli uomini di Galf, il signore dei cani. Quando sta per essere giustiziata, sopraggiungono Rei e Ken, che annienta Galf. Soccorsa Mamiya, tutti le notano il simbolo di Yuda, un uomo che si crede perfetto e che rapisce le donne più belle. Egli rapì Mamiya dopo averle ucciso i genitori, trauma che la portò ad abbandonare la propria femminilità. Innamorato di Mamiya, Rei decide di dedicare i suoi ultimi istanti di vita a uccidere Yuda, e rivela a Ken che anche Yuda, come Shin e Rei, è uno dei sei guerrieri sacri di Nanto. Nel suo palazzo, Ken sconfigge facilmente il vice di Yuda, Dagar, dal quale scopre che Yuda se n'è andato per non combattere, sapendo che a Rei resta un solo giorno di vita. Quando Rei e Ken si allontanano, Yuda appare e uccide Dagar, dicendogli di avergli mentito sapendo che avrebbe rivelato dove si trovava. In seguito, appreso che Mamiya ha visto la stella della morte, Yuda si dirige al villaggio per rapirla e umiliare Rei, al quale Toki allunga di poco la vita. Yuda gli rivela di odiarlo da quando con la Tecnica dell'Uccello d'Acqua incantò tutti i presenti e Yuda stesso, il quale non tollerò di aver ammirato qualcuno all'infuori di se stesso. Rei spiega che in seguito alla guerra fu Yuda a condurre alla rovina le 108 fazioni di Nanto, stipulando un patto con Raoul. I due combattono e Rei si dimostra in vantaggio. |                                      |                             |
| 10 | La strada del destino | 10 aprile 1986 ISBN 4-08-851670-2    | ottobre 1997                |
| 10 | Capitoli - 81. L'ultimo volo dell'uccello di Nanto (水鳥は飛ばず！?, Mizudori wa tobazu!) - 82. Il momento degli addii (永遠の別れ！?, Eien no wakare!) - 83. Il sacro imperatore (狂乱の南斗！?, Kyōran no Nanto!) - 84. La tecnica dell'airone bianco di Nanto (南斗白鷺拳！ 乱舞!!?, Nanto hakuro ken! Ranbu!!) - 85. La stella della benevolenza (めざめる仁星！?, Mezameru jinsei!) - 86. Il sovrano di Nanto (南斗の帝王！?, Nanto no teiō!) - 87. Il sorriso del dominatore (帝王の微笑！?, Teiō no bijō!) - 88. Il prode Shiba (鮮やかなるシバ！?, Azayakanaru shiba!) - 89. Il generale non piange (闘将は泣かず！?, Tōshō wa nakazu!) |                                      |                             |
| 10 | Trama Yuda ha preparato un piano per contrastare le tecniche di Rei, basate sull'uso delle gambe, distruggendo la diga e inondando il villaggio così da renderlo un pantano. Tuttavia, Rei usa una tecnica per librarsi nell'aria e riesce a trafiggere Yuda, distratto per essersi incantato con lo stile di Rei. Yuda si fa uccidere da Rei, ammettendo di aver vissuto nell'illusione di esser più bello e forte di Rei, l'unico uomo che abbia mai ammirato. Dopo aver detto addio a tutti, Rei muore e Mamiya non scorge più la stella della morte. Altrove, il sacro imperatore di Nanto Souther, l'unico avversario che nemmeno Raoul ha voluto sfidare, riduce in schiavitù i bambini per completare il proprio mausoleo. Qui Ken ritrova Shu, principale oppositore di Souther e combattente che in passato si accecò per salvare la vita a Ken ancora bambino. Shu rivela che Souther è il più forte tra i guerrieri sacri di Nanto e che fu lui a istigare Yuda. Ken affronta Souther ma viene sconfitto, in quanto i suoi colpi non hanno effetto su di lui. Il figlio di Shu, Shiba, libera Ken e lo aiuta a fuggire, poi si fa esplodere per eliminare le truppe che li stanno inseguendo. Ken viene quindi soccorso da Raoul, che lo porta alla base dei ribelli di Shu, affinché Ken scopra il segreto del corpo di Souther che rende anche le tecniche di Hokuto inutili. Souther scopre però il loro covo, e Shu, dopo aver fatto fuggire Ken con Burt e Lynn, si scaglia contro Souther. |                                      |                             |
| 11 | La forza dell'anima | 10 luglio 1986 ISBN 4-08-851671-0    | novembre 1997               |
| 11 | Capitoli - 90. La forza dell'anima (悲しき仁星！?, Kanashiki jinsei!) - 91. Il segreto di Souther (北斗の星 騒ぐ！?, Hokuto no hoshi sawagu!) - 92. La strada del destino (宿命の道！?, Shukumei no michi!) - 93. L'ultimo desiderio di Shu (非情の奇跡！?, Hijō no kiseki!) - 94. Nel nome dell'amore (愛ゆえに！?, Ai yueni!) - 95. La lapide dell'amore (愛の墓標！?, Ai no bohyō!) - 96. Il pugno che spezza il cielo (天砕く拳!!?, Ten kudaku kobushi!!) - 97. L'amore più profondo (愛深きゆえに堕つ！?, Ai fukaku yueni otsu!) - 98. Il re di Hokuto non può morire (拳王は死なず！?, Ken-ō wa shinazu!) |                                      |                             |
| 11 | Trama Shu viene sconfitto da Souther, il quale coi bimbi come ostaggi lo costringe a completargli il mausoleo posandone la punta in cima alla piramide. Udendo il grido dell'anima di Shu, Ken si riprende e si dirige al mausoleo per sconfiggere Souther. Intanto, Toki va da Raoul, convincendolo ad andare ad assistere allo scontro e rivelandogli di conoscere il segreto del corpo del guerriero di Nanto. I due sconfiggono così le truppe del Sacro Imperatore, spianando la strada per il loro fratello. Ken arriva in tempo per vedere Shu in cima morire trafitto dalla lancia di Souther. Furioso, il successore di Hokuto affronta la Fenice di Nanto, scoprendone il segreto del corpo tramite i battiti e il flusso sanguigno: Souther ha il cuore a destra, e gli tsubo invertiti. Alla resa dei conti, Ken sconfigge l'avversario dimostrandogli pietà. Souther narra allora di aver rinunciato ai sentimenti per non soffrire più, poiché il suo maestro Ogai che lo adottò fu ucciso proprio da Souther in quanto anche la Fenice di Nanto deve avere un solo erede come Hokuto. In punto di morte, Souther si dirige nella stanza del mausoleo dove pose la salma di Ogai, per ricevere un'ultima volta il calore del maestro. Raoul, per riprendersi definitivamente dal suo scontro con Kenshiro, affronta e sconfigge Koryu, l'uomo che cedette a Ryuken il posto di successore sigillando la propria tecnica. Conscio che la propria morte sia vicina, Toki si appresta ad affrontare Raoul, per terminare la sua vita come un guerriero. |                                      |                             |
| 12 | Il passato che ritorna | 10 settembre 1986 ISBN 4-08-851672-9 | dicembre 1997               |
| 12 | Capitoli - 99. La strada del destino (捨てえぬ心?, Sute enu kokoro) - 100. Il passato che ritorna (あの日よりその悲劇は！?, Ano hi yori sono higeki wa!) - 101. Una vecchia promessa (遠い誓い！?, Tooi chikai!) - 102. Il risveglio del sangue (めざめる血！?, Mezameru chi!) - 103. Separazione definitiva (永訣の時！?, Eiketsu no toki!) - 104. Un legame forte (絆熱く哀しく！?, Kizuna atsuku kanashiku!) - 105. Il lupo del cielo (わが星は天狼の星！?, Waga hosho wa tenrō no hoshi!) - 106. Il prezzo della fedeltà (忠誠の代償！?, Chūsei no daishō!) - 107. Il lupo malvagio (人間の証！?, Ningen no akashi!) |                                      |                             |
| 12 | Trama Toki, accompagnato da Ken, Burt e Lynn, si incontra con Raoul per affrontrarsi nel luogo in cui i due fratelli di sangue da piccoli furono adottati da Ryuken: all'epoca Toki, ferito, venne tirato su per la scarpata da Raoul, nonostante Ryuken avesse detto che avrebbe scelto solo il primo a risalire, e questo gesto convinse il maestro a prenderli entrambi. A dispetto del carattere mite, Toki scelse di imparare l'arte di Hokuto per emulare Raoul, il quale gli chiese di sigillargli la tecnica qualora fosse mai uscito dalla retta via. Entrambi in grado di vedere la stella della morte, i due combattono. Potenziandosi cogli tsubo in cambio di accorciare la propria vita, Toki mette alle strette Raoul, ma la malattia gli impedisce di ferirlo. Per questo motivo, Raoul si rifiuta di ucciderlo e piangendo gli dice addio, avvisando Ken che il loro scontro è imminente. Il Re di Hokuto torna nei suoi territori, dove il suo braccio destro Ryuga ha fatto pulizia dei rami marci del loro esercito che avevano preso possesso delle città. Ryuga, protetto dalla solitaria stella del lupo del cielo, è il fratello di Julia, ed è in cerca di un condottiero che guidi l'umanità. Per verificare chi tra Raoul e Ken sia quello giusto, egli ottiene da Raoul di poter sfidare Ken. |                                      |                             |
| 13 | L'ultimo condottiero | 10 novembre 1986 ISBN 4-08-851673-7  | gennaio 1998                |
| 13 | Capitoli - 108. Una nuova era (天狼の涙！?, Tenrō no namida!) - 109. Il messaggero del cielo (天帝よりの使者！?, Tentei yori no shisha!) - 110. Nanto entra in azione (南斗ついに起つ!! ?, Nanto tsuini tatsu!!) - 111. L'ultimo condottiero (北斗を呼ぶ光?, Hokuto o yobu hikari) - 112. La fiamma della tenacia (執念の炎！?, Shūnen no honō!) - 113. Come le nuvole (流れる雲のように！?, Nagareru kumo no yōni) - 114. La mia vita è tua (翔べよ雲！?, Tobeyo kumo!) - 115. La forza del cuore (湧きたつ雲！?, Wakitatsu kumo!) - 116. La tecnica che non conosce la paura (妖気の邪拳！?, Yōki no jaken!) |                                      |                             |
| 13 | Trama In nome della pace, Ryuga fa strage di innocenti per risvegliare in Kenshiro la rabbia che gli darà la forza per sconfiggere Raoul, arrivando a ferire anche Toki. Furioso, Ken lo massacra ma viene fermato da Toki, che credeva morto, il quale gli spiega come Ryuga si fosse già mortalmente ferito come penitenza per i massacri che stava per compiere. Ryuga rivela di essere il fratello di Julia e che è Ken l'uomo di cui il mondo ha bisogno. Toki e Ryuga dunque muoiono. Intanto, Hyui del Vento, uno dei cinque astri in cerchio che proteggono l'ultimo dei guerrieri sacri di Nanto, libera molte città dal dominio del Re di Hokuto, venendo però sconfitto da quest'ultimo. Shuren la Fiamma tenta di vendicarlo ma viene anch'egli ucciso. Fudo la Montagna raggiunge invece Ken e gli chiede d'incontrare il loro condottiero, affinché Nanto e Hokuto si ricongiungano per portare a un futuro di pace. Gli uomini di Fudo tentanto di convincere Juza la Nuvola a fermare il Re di Hokuto prima che possa raggiungere l'ultimo condottiero. Juza perse però ogni obiettivo dopo aver scoperto che la donna che amava, Julia, era sua sorellastra, e si diede a una vita da mascalzone. Quando però l'ultimo condottiero gli si mostra, Juza lo riconosce e gli offre la sua vita, andando a scontrarsi con Raoul. Il talento dei due è pari, e Juza fugge astutamente in sella a Re Nero dopo aver distrutto i mezzi di trasporto di Raoul. Sanguinante per il colpo di Raoul che lo ha sfiorato, per tenerlo occupato due giorni Juza si rende conto di dover sacrificare la propria vita. |                                      |                             |
| 14 | Il momento della verità | 9 gennaio 1987 ISBN 4-08-851674-5    | febbraio 1998               |
| 14 | Capitoli - 117. Solo per amore (ただ愛のために！?, Tada ai no tameni!) - 118. Io non conosco la morte (われ死を知らず！?, Ware shi o shirazu!) - 119. Il colpo segreto del dolore (哀しみの秘法拳！?, Kanashimo no hihouken!) - 120. La volontà delle nuvole (流れ去る雲よ！?, Nagare saru kumo yo!) - 121. L'identità del condottiero (いざ将の下へ！?, Iza shou no shita e!) - 122. L'amore lontano (はるかなる想い！?, Harukanaru omoi!) - 123. Il momento della verità (その時は きた！?, Sono toki wa kita!) - 124. Il dolore dei guerrieri (血の奔流！?, Chi no honryuu!) - 125. La trappola del destino (運命の罠！?, Unmei no wana!) |                                      |                             |
| 14 | Trama Ken torna ad aiutare Fudo, in difficoltà contro l'esercito di Raoul che ha rapito alcuni bambini adottati dall'uomo. Constatando il valore di Ken, Juza torna da Raoul per fermarlo a costo della vita, venendo però sconfitto. Stremato, Fudo resta coi suoi bambini, mandando Ken dall'ultimo condottiero: Julia. Viene quindi rivelato che i cinque astri la salvarono quando si gettò dal palazzo di Shin, e che questi concesse di farla portare via per proteggerla da Raoul e per dare a Kenshiro la motivazione per scontrarsi con lui, fingendo di averla uccisa. Su richiesta di Re Nero, Raoul fa seppellire con onore la salma di Juza, dalla cui motivazione ha compreso l'identità del condottiero. Ken e Raoul raggiungono il palazzo, dove Rihaku il Mare allestisce delle trappole per ritardare l'avanzata di Raoul, ma finisce sconfitto. Ken sceglie di incontrare Julia solo dopo aver battuto Raoul, e gli impedisce di uccidere Rihaku. I due si scontrano e Ken utilizza anche i colpi di Toki e Rei, protetto dallo spirito dei grandi guerrieri caduti. Raoul comprende che Ken tramite la tristezza ha imparato la tecnica di Hokuto più segreta, che nessuno in duemila anni aveva mai acquisito. L'ultima trappola di Rihaku si attiva però improvvisamente, facendo sprofondare Raoul proprio nella stanza dove si trova Julia. |                                      |                             |
| 15 | L'ultima battaglia | 10 marzo 1987 ISBN 4-08-851675-3     | marzo 1998                  |
| 15 | Capitoli - 126. La rabbia di Satana (魔王への犠牲！?, Maō e no gisei!) - 127. Il ritorno del demonio (鬼神となりて！?, Kijin tonari de!) - 128. Il sangue dell'orco (拳に曇り許さず！?, Kobushi ni kumori bakasazu!) - 129. Una gloriosa sconfitta (栄光ある敗者！?, Eikō aru haisha!) - 130. L'anima che supera il corpo (肉体を越える魂！?, Nikutai o koeru damashī!) - 131. L'ultima battaglia (心を血に染めて！?, Kokoro o chi ni somete!) - 132. La fine dell'amore (あえて愛を絶つ！?, Aete ai o tatsu!) - 133. Le strade del destino (宿命の岐路?, Shukumei no kiro) - 134. L'aura combattiva (闘気を撃つ！?, Tōki o utsu!) |                                      |                             |
| 15 | Trama Raoul fugge dopo aver preso Julia. Umiliato dalla compassione che la donna gli dimostra, decide di abbandonare il titolo di Re di Hokuto divenendo Satana; inoltre, per sbarazzarsi della paura che ha provato contro Ken e ucciderlo, si decide ad affrontare Fudo, l'unico uomo di cui abbia mai avuto paura. In passato Fudo era infatti un demonio che uccideva e rapinava, ma cambiò conoscendo l'amore che la piccola Julia provava per la vita. Raoul ordina ai suoi uomini di ucciderlo qualora dovesse indietreggiare contro Fudo, che però sconfigge facilmente. Con la forza del cuore dei suoi bambini, Fudo si riprende e fa indietreggiare Raoul, i cui uomini trafiggono invece Fudo, facendo infuriare Raoul che se ne va riconoscendo la sconfitta. All'arrivo di Ken Fudo gli affida i suoi bimbi e il ruolo di riportare la pace nel mondo, poi muore. Poiché Fudo ha osservato che Ken è superiore a Raoul in quanto conosce la tristezza, quest'ultimo decide di aprire il suo cuore al dolore e all'amore uccidendo Julia. La vista della donna indifesa gli fa versare lacrime di amore e lo fa esitare, tuttavia Raoul attua infine il suo proposito. Nel successivo scontro con Ken entrambi sono in grado di usare la tecnica di rigenerazione libera da ogni pensiero. Raoul concentra tutta la sua anima nell'ultimo colpo ma viene sconfitto da quello di Ken, che contiene tutto l'amore per Julia e per lo stesso Raoul. |                                      |                             |
| 16 | Una nuova era | 8 maggio 1987 ISBN 4-08-851676-1     | aprile 1998                 |
| 16 | Capitoli - 135. L'orgoglio del condottiero (血に染まる覇王！?, Chi ni somaru haō!) - 136. La grande stella si è spenta (さらば強敵よ！?, Saraba tomo yo!) - 137. Una nuova era (若き狼の叫び！?, Wakaki ōkami no yobi!) - 138. L'alba di una leggenda (新伝説創造！?, Shin densetsu sōzō!) - 139. Di nuovo uniti (生きてふたたび！?, Ikite futatabi!) - 140. Ain il terribile (驚異のアイン！?, Kyōi no Ain!) - 141. Il cacciatore di taglie (不敵なる微笑！?, Futekinaru bishō!) - 142. La donna di Ain (アインの女！?, Ain no onna!) - 143. I giovani lupi ribelli (反逆の蒼き狼たち！?, Hangyaku no wakaki ōkami-tachi!) |                                      |                             |
| 16 | Trama Sconfitto, Raoul si congratula con Ken. Julia si risveglia poiché Raoul, prima di ucciderla, si è accorto che era malata e che le rimanevano pochi mesi di vita, quindi, arrestando il decorso della malattia, le ha concesso una manciata di anni da vivere felice con Kenshiro. Raoul muore sereno, non rinnegando la sua vita. Ken se ne va dunque con Julia, seguiti da Re Nero. Passano alcuni anni, e, sotto la guida di Rihaku, Burt e Lynn sono ora al comando dell'esercito ribelle di Hokuto, unico gruppo di resistenza contro l'Impero Centrale in attesa del ritorno di Kenshiro. Dopo la morte di Julia, numerose città vengono liberate da Ken, che si ricongiunge con Burt e Lynn. Ain, un cacciatore di taglie il cui scopo è rendere felice la figlia Asuka, sfida Ken ma viene sconfitto e decide di seguirlo per batterlo. Burt lo invita a seguirlo, e i due conquistano una città. Quando Ain gli spiega che è per sua figlia che fa il cacciatore di taglie, Burt gli rivela di voler cambiare il mondo per la donna che ama: Lynn. |                                      |                             |
| 17 | La tecnica di Cento | 10 luglio 1987 ISBN 4-08-851677-X    | maggio 1998                 |
| 17 | Capitoli - 144. Il cacciatore di taglie ricercato (あえて賞金首に！?, Aete shōkin kubi ni!) - 145. Il Falco d'oro (金色のファルコ！?, Ōgon no Faruko!) - 146. La tecnica di Gento (黄金の刺客！?, Kogane no shikaku!) - 147. Nanto si risveglia (たちあがる南斗！?, Tachiagaru Nanto!) - 148. La maschera senza lacrime (仮面は涙せず！?, Kamen wa namisezu!) - 149. La ferocia del generale (涙枯れし猛将！?, Namida kareshi mōshō!) - 150. L'ultimo viaggio (死を流す運河！?, Shi o nagasu unga!) - 151. La lancia della rabbia (怒りの刃！?, Ikari no yaiba!) - 152. L'ombra nera della morte (死を呼ぶ黒き影?, Shi o yobu kuroki kage) |                                      |                             |
| 17 | Trama Ain sceglie di unirsi ai ribelli per migliorare il mondo in cui vivrà sua figlia, e attacca il campo di concentramento per liberare i prigionieri. Gli altri cacciatori di taglie però lo tradiscono, usando come ostaggio Asuka, che viene salvata da Ken. I due liberano così Haz e Gil, i fratelli Khan, maestri di una delle 108 discipline di Nanto, che si uniscono alla ribellione di Hokuto contro l'impero. I ribelli di Burt e Lynn vengono circondati dall'esercito di Falco, il più forte dei tre generali della Sublime Scuola di Gento al servizio dell'imperatore, ma sono salvati da Ain, Haz e Gil. Haz si fa esplodere contro Falco, i cui uomini gli fanno da scudo morendo al suo posto. Ken, portando Asuka da Mamiya, scopre che il decano è stato ucciso da Falco, il quale ha ricevuto l'ordine di obliterare Hokuto e Nanto. Sulla strada del ritorno è intercettato da Soria. Ken lo sconfigge ma è sorpreso dalla lealtà di tutti nei confronti di Falco, il quale in passato offrì una gamba a Raoul affinché questi non assalisse il suo villaggio. In quell'occasione, Raoul notò la perversione del futuro vice-re Jako e consigliò a Falco di sbarazzarsene. Da allora Jako ha il terrore di Hokuto e, avendo segregato l'imperatore, costringe Falco a ubbidirgli. Il generale Shoky tenta di uccidere Jako per difendere Falco, ma quest'ultimo gli dà una morte apparente per farlo fuggire. Tuttavia, il figlio di Jako intuisce il piano e uccide Shoky, il cui cadavere viene trovato da Ken, che lo riconosce in quanto Shoky aveva dato ospitalità a lui e Julia. Quando Ken invade la capitale, Jako impazzisce per il terrore e minaccia di uccidere l'imperatore, costringendo Falco a combattere contro Ken. |                                      |                             |
| 18 | I due imperatori | 10 settembre 1987 ISBN 4-08-851678-8 | giugno 1998                 |
| 18 | Capitoli - 153. Tutto verrà con me in cielo (すべてを天へ！?, Subete o ten e!) - 154. La battaglia che spacca il cielo (天を割る死闘！?, Ten o waru shitō!) - 155. Di nuovo insieme (地獄での再会！?, Jigoku de no saikai!) - 156. I due imperatori (ふたりの天帝！?, Futari no tentei!) - 157. Fermate la battaglia! (やつらの血をぬぐえ!!?, Yatsura no chi o nugue!!) - 158. La promessa (アスカとの約束！?, Asuka to no yakusoku!) - 159. Le lacrime di un guerriero (武人の涙!!?, Bujin no namida!!) - 160. L'anima di un padre (永遠なる父の魂!!?, Eien-naru chichi no damashī!!) - 161. Una preda pericolosa (危険な獲物！?, Kiken na emono!) |                                      |                             |
| 18 | Trama Falco affida a Saiya, un suo fedele soldato, una bomba per distruggere la capitale qualora dovesse venir sconfitto da Ken, in quanto Jako ucciderebbe comunque l'imperatore per poi fuggire. Il maestro di Gento intende così assumersi la responsabilità per il caos che creò non ascoltando Raoul. Myu, l'amante di Falco, si offre di premere il pulsante per raggiungere Falco nell'aldilà. Falco e Ken combattono all'ultimo sangue, mentre Lynn riesce a sentire il pianto dell'imperatore e a trovarlo, si tratta di sua sorella gemella Rui; quando le due erano appena nate, infatti, Jako disse a Falco di uccidere Lynn per evitare di dividere il cielo con due imperatori, ma Falco affidò invece Lynn ai suoi zii. Ain si sacrifica per salvare Burt, Lynn, Rui e Myu e per permettere loro di uscire dalla prigione sotterranea. Approfittando del fatto che Ken e Falco sono esausti, Jako si dirige col suo esercito a ucciderli, ma viene travolto dall'acqua fatta fuoriuscire da Ain. Falco uccide Jako e si ricongiunge con l'imperatrice. Lynn tenta di soccorrere i feriti ma viene rapita da Jusk, figlio di Jako, che fa esplodere la capitale e attraversa poi il Mare della Morte per farsi seguire da Falco e Ken nel pericoloso Paese dei Demoni, in cui risiede l'arte marziale che originò Hokuto, Nanto e Gento. Dopo Falco, anche Ken salpa per il mare, dove incontra i pirati del capitano Orca Rossa, il quale accetta di condurlo a destinazione. |                                      |                             |
| 19 | Caccia agli shura | 10 novembre 1987 ISBN 4-08-851679-6  | luglio 1998                 |
| 19 | Capitoli - 162. Il Paese degli Shura (いざ！ 修羅の国へ!!?, Iza! Shura no Kuni e!!) - 163. Danza di morte (修羅道！ 忍棍妖破陣!!?, Shuradou! Ninkon yōha jin) - 164. Il potere dell'orgoglio (誇りとともに！?, Hokori totomoni!) - 165. Il sangue dei vinti (死を喰らうヤツら!!?, Shi o kurau yatsura!!) - 166. Ti batterò in due minuti! (野望の仮面！?, Yabō no kamen!) - 167. Il demone delle tenebre (闇の羅刹！?, Yami bo rasetsu!) - 168. Caccia agli shura - Prologo (修羅狩り序章?, Shura kari joshō) - 169. La più atroce delle arti (地上最凶拳！?, Chijō saikyō ken!) - 170. L'ambizione rovente (白熱せる野望！?, Hakunetsuseru yabō!) |                                      |                             |
| 19 | Trama Jusk viene ucciso dagli shura, che rapiscono Lynn. Orca Rossa dice a Ken di aver provato a invadere il Paese degli Shura con cento uomini, e che uno shura appena adolescente li uccise tutti, mutilando anche Orca Rossa che riuscì ad andarsene ma dovette abbandonare lì suo figlio. Sbarcato, Ken trova Falco sconfitto dallo stesso shura che annientò Orca Rossa. Ridandogli momentaneamente la vita grazie alle tecniche di Hokuto, Ken permette a Falco di sconfiggere l'avversario; poi, mentre muore, Falco viene raggiunto da un piccione con la notizia che Myu sta aspettando suo figlio. Davanti al governatore Kaiser si tiene la sfida per lo shura che si impadronirà di Lynn. Il vincitore Alf è però inviato dal governatore a fermare l'invasore, ma viene battuto da Ken. Un reietto (shura risparmiati dall'avversario e a cui vengono tagliati i tendini) rapisce Lynn e rivela di essere Orca, esperto dell'Arcana Arte di Hokuto e di voler sterminare gli shura. Kaiser lo insegue ma viene sconfitto; Orca lo informa di voler usare Ken contro i tre generali che regnano nel Paese. Ken salva Tao, il fratellino di Leia, la ragazza che insegna segretamente ai bimbi l'amore e che un tempo era fidanzata con Orca prima che l'Arcana Arte lo corrompesse. Da loro Ken scopre che Orca lo vuole attirare dal terzo generale, Khan, il quale nel suo palazzo rivela di aver perso il conto di quanti shura ha ucciso. |                                      |                             |
| 20 | Fratelli di sangue | 8 gennaio 1988 ISBN 4-08-851680-X    | agosto 1998                 |
| 20 | Capitoli - 171. L'arte diabolica (君臨せる魔拳！?, Kunrinseru maken!) - 172. Il richiamo lontano (はるかなる呼び声！?, Harukanaru yobi koe!) - 173. Se è il cuore a decidere (愛しき者のために！?, Itoshikimono no tame ni!) - 174. L'uomo predestinato (宿命の伝説！?, Shukumei no densetsu!) - 175. Il successore (伝説を継ぐ者！?, Densetsu o tsugumono!) - 176. Il mito di Raoul (ラオウ伝説走る！?, Raō densetsu hashiru!) - 177. Ardente Destino (燃えさかる宿命！?, Moesakaru shukumei!) - 178. La rivolta dei reietti (ボロ蜂起す!!?, Boro hachi okosu!!) - 179. L'amore perduto (もどりこぬ愛!!?, Modorikonu ai!!) |                                      |                             |
| 20 | Trama Orca, figlio di Orca Rossa, attacca Khan ma, resosi conto di non poter competere con lui, gli lascia Lynn per attirare Ken, il quale lo affronta. Viene rivelato che Orca fu salvato da Leia e, innamoratosi di lei, decise a malincuore di non tornare dal padre ma di restare per proteggerla. Quando due shura andarono a prenderla per punirla per le eresie che insegnava ai bambini, Orca li uccise con l'aiuto di Jukei, maestro dell'Arcana Arte di Hokuto che accettò di insegnare anche a Orca. Allo scoppio della guerra nel Paese dei Demoni, Jukei aveva mandato i piccoli Raoul, Toki e Ken da Ryuken, ma decise di insegnare l'Arcana Arte, che avrebbe invece dovuto sparire, ai tre generali delle tenebre: Kaiou, Hyou e Khan, che impazzirono ubriachi di potenza. Dopo la guerra gli shura presero il potere, ma i reietti e la popolazione aspettarono il ritorno di Raoul che avrebbe dovuto liberare il Paese. Anche Orca, che da bambino conobbe Raoul, puntava tutto su questo e rimane di stucco scoprendo che Ken è il fratello che lo ha sconfitto. Spargendosi la voce della presenza di Raoul nel Paese i reietti danno inizio alla rivolta, venendo però uccisi. Ken sconfigge Khan, il quale gli racconta di come da bambino se ne andò con Raoul e Toki, e gli dice che c'è un motivo per cui non potrà sconfiggere il secondo generale Hyou. Ken intende però compiere il mito di Raoul personalmente. Jukei dice a Leia e Tao che Hyou e Ken sono fratelli di sangue, e di aver rimosso a Hyou i suoi ricordi in quanto troppo buono per poter combattere. Hyou considera ora suoi fratelli Kaiou e Khan, per vendicare il quale si accinge ad affrontare Kenshiro. |                                      |                             |
| 21 | L'Arcana Arte di Hokuto | 10 marzo 1988 ISBN 4-08-851824-1     | settembre 1998              |
| 21 | Capitoli - 180. Vento mortale (死風さかまく！?, Shifuu sakamaku!) - 181. Il generale delle tenebre (狂える魔王！?, Kurueru maō!) - 182. L'aura demoniaca (震える魔気！?, Furueru ma ki!) - 183. La dinastia leggendaria (伝説の血脈!!?, Densetsu no kechimyaku!!) - 184. La sconfitta della rigenerazione libera da ogni pensiero (玉砕！無想転生!!?, Gyokusai! Musō tensei!!) - 185. La terribile fine di Jukei (ジュウケイ無残！?, Jūkei muzan!) - 186. La gioia di un momento (無情の再会！?, Mujou no saikai!) - 187. L'ombra nera di Hokuto (幻影の魔人!!?, Gen-ei no majin!!) - 188. Scontro all'ultimo sangue (非情の再会!!?, Higeki no saikai!!) |                                      |                             |
| 21 | Trama Jukei affronta Hyou per fargli tornare la memoria, ma interviene il sigillo posto da Kaiou per impedire che la Divina Arte di Hokuto risvegli la sua tecnica più segreta in grado di annientare l'Arcana Arte. Anche Jukei in passato fu consumato dall'Arcana Arte e per eliminare la Divina Arte si scagliò contro Ryuken, che riuscì a farlo rinsavire. Tornato in sé, Jukei si rese conto di aver sterminato anche la propria famiglia. Per tale motivo dice ora a Hyou che l'Arcana Arte va eliminata e che solo Hyou conosce il luogo in cui Ken (entrambi appartenenti alla dinastia principale di Hokuto) potrà risvegliare questa tecnica. Kaiou rapisce intanto Lynn per attirare Ken, il quale accorre ma non può nulla contro Kaiou, che intende purificare il proprio sangue maledetto avendo un figlio con l'imperatrice del cielo Lynn. Per impedire che Kaiou uccida Ken, Orca attacca Kaiou. Quando sta per essere sconfitto, il giovane viene salvato da suo padre e i suoi uomini, che rallentano Kaiou ma vengono uccisi. L'aura di Ken si sprigiona e fa soffocare lo spirito demoniaco di Kaiou, permettendo a Orca di fuggire con Ken sulle spalle. Travestito da reietto viene notato da Hyou, e per giustificare che il suo sguardo non è da reietto si priva di un occhio. Vedendo Kenshiro Hyou lo sovrappone all'immagine mentale di lui da bambino e si stupisce. |                                      |                             |
| 22 | La pazzia di Hyou | 10 maggio 1988 ISBN 4-08-851825-X    | ottobre 1998                |
| 22 | Capitoli - 189. La pazzia di Hyou (ヒョウ狂乱!!?, Hyō kyōran!!) - 190. Due grandi avversari (両雄たつ！?, Ryōyū tatsu!) - 191. Fratelli senza lacrime (涙かれし兄弟!!?, Namida kareshi kyōdai!!) - 192. Il cimitero dell'Arcana Arte di Hokuto (琉拳の墓場!!?, Ryūken no hakaba!!) - 193. Il sangue di Hokuto (凄血散る！?, Sei chi chiru!) - 194. Il risveglio del sangue (よみがえる凄血！?, Yomigaeru sei chi!) - 195. Gli sciocchi (愚か者!!?, Orokamono!!) - 196. L'ossessione di Hokuto (悪の妄獣!!?, Aku no bōjū!!) - 197. L'amore di una donna (リン無情!!?, Rin mujō!!) |                                      |                             |
| 22 | Trama Hyou corre al palazzo di Kaiou per rivedere Sayaka, sua amata nonché sorella di Kaiou, il quale poco prima del suo arrivo la uccide. Credendo Kenshiro responsabile, Hyou impazzisce e viene posseduto dall'aura demoniaca, giurando fedeltà a Kaiou, che si finge dalla sua parte e che intende così sbarazzarsi della dinastia principale di Hokuto facendo combattere Hyou e Ken. Rivela così il suo piano a Lynn, egli è il fratello maggiore di Raoul e per la loro somiglianza indossa una maschera, per rendere credibile il mito di Raoul da lui stesso inventato. Nel palazzo sacro delle tenebre, luogo in cui ebbe origine l'Arcana Arte, Hyou attira Ken, ma prima affronta Yaksha Nero, al servizio di Jukei e perfino superiore a quest'ultimo nell'Arcana Arte. All'arrivo di Ken, Yaksha Nero gli si presenta come servitore e attacca Hyou, che però gli taglia il braccio. Ken impedisce a Hyou di finire Yaksha e i due fratelli combattono. Il sangue di Hyou si risveglia ed evoca il dio del combattimento, che gli fa riacquisire la memoria. Hyou finge comunque di proseguire il duello, come ammenda per gli errori commessi, ma viene trafitto alle spalle da Orca. Hyou chiede scusa a Ken e gli spiega che fu Kaiou a togliergli la memoria quando Hyou gli confidò che il colpo di Jukei era fallito. Hyou invia Orca nel palazzo sacro della dinastia principale di Hokuto dove nacquero lui e Ken, per ottenere la tecnica per sconfiggere Kaiou. Quest'ultimo, avvertito degli eventi, si dirige a uccidere Orca. Ostacolato da Lynn e Leia, Kaiou sprofonda con loro e Orca di fronte a una statua di donna nel luogo in cui è custodita la tecnica segreta. |                                      |                             |
| 23 | La promessa | 8 luglio 1988 ISBN 4-08-851826-8     | novembre 1998               |
| 23 | Capitoli - 198. Le lacrime della dea (女神の涙!!?, Megami no namida!!) - 199. L'ultimo segreto (優しき腕の中で！?, Yasashiki ude no naka de!) - 200. Il tempio del male (眠れる愛！?, Nemureru ai!) - 201. La stele sacra (哀しき聖塔！?, Kanashiki seitō!) - 202. Le ferite dell'odio (憎しみの傷跡！?, Nikushimi no kizuato!) - 203. Il sangue del commiato (訣別の鮮血！?, Ketsubetsu no senketsu!) - 204. La promessa (覇王の遺言！?, Haō no igen!) - 205. Una morte da eroe (栄光のうちに死せ！?, Eikou no uchi ni shise!) - 206. Il segreto di Kaiou (忌むべき血なれど?, Imubeki chinaredo) |                                      |                             |
| 23 | Trama La tecnica segreta della Divina Arte è l'amore, mentre quella dell'Arcana Arte è il male. Posseduto dalla dea della statua, rappresentante la dinastia principale di Hokuto, Orca riesce a contrastare Kaiou proteggendo Leia e Lynn fino all'arrivo di Kenshiro. Orca muore tra le braccia di Leia, dopo che Kaiou è fuggito con Lynn. Seguendo le indicazioni di Hyou, Ken decifra la stele racchiusa nella statua, che gli trasmette il testamento del fondatore della Divina Arte. Kaiou arriva nel luogo in cui vi è la sacra stele dell'Arcana Arte, dove cominciò il suo odio per la dinastia principale: la tomba di sua madre. Quando infatti la madre di Kaiou e Raoul morì in un incendio per salvare Hyou e Ken, Kaiou decise di abbandonare ogni forma di affetto per non soffrire più. Kaiou applica il cerchio bianco della morte a Lynn, cancellandole la memoria e facendola innamorare del primo uomo che vedrà al suo risveglio, e la fa portare via dal suo cavallo. Ken tenta di salvarla ma Kaiou lo affronta, narrandogli la sua storia. Ken gli dice di volerlo far morire da eroe, come promise a Raoul, in quanto Kaiou diventò malvagio per l'umiliazione che Jukei lo costrinse a subire facendolo perdere apposta contro Hyou. Dopo aver eliminato Zebra, inviato da Kaiou per finirlo, Hyou salva Lynn da altri shura, e le impedisce di aprire gli occhi, infine si dirige da Kaiou per rimediare all'umiliazione che gli fece subire. Nel loro scontro, Kaiou utilizza la sua tecnica invincibile, trasmessa solo nella dinastia principale, ma che conosce da quando è nato. Ken rivela a Kaiou che anche in lui scorre il sangue della dinastia principale di Hokuto. |                                      |                             |
| 24 | Una nuova speranza | 9 settembre 1988 ISBN 4-08-851827-6  | dicembre 1998               |
| 24 | Capitoli - 207. La nascita della Divina Arte di Hokuto (北斗神拳創造！?, Hokuto Shinken sōzō!) - 208. Il campo di battaglia (戦場の凄拳！?, Senjō no seiken!) - 209. Il fuoco dell'ossessione (執念の業火果つ！?, Shūnen no kōga hatsu!) - 210. Addio, miei cari (さらば愛しき者たちよ！?, Saraba aishikimono-tachi yo!) - 211. Una nuova speranza! (新しき希望！?, Atarashiki kibō!) - 212. Il pugno e il sangue (血と拳の誓い！?, Chi to kobushi no chikai!) - 213. La fine di un'epoca (狼の時代の終焉！?, Ōkami no jidai no shūen!) - 214. Iena ridens (笑うハイエナ！?, Warau haiena!) - 215. I lupi non muoiono mai (狼は死なず!!?, Ōkami wa shinazu!!) |                                      |                             |
| 24 | Trama Ken spiega la storia trasmessagli dalla stele: duemila anni prima i monaci tutelari della dinastia di Hokuto decisero di creare la Divina Arte per porre fine alle guerre. Le due sorelle della dinastia principale partorirono lo stesso giorno, così i monaci posero i due sulla collina infestata da lupi, in modo che il sopravvissuto sarebbe divenuto il maestro di Hokuto. Una delle sorelle, Shume, andò a salvare il proprio figlio Shuken in quanto le restava poco da vivere per malattia e desiderava che almeno suo figlio vivesse. I monaci scelsero allora Ryuou, figlio di Ouka, la quale per esaudire il desiderio della sorella chiese di scegliere Shuken, e si suicidò per convincerli. Shuken divenne il maestro, e chiese ai suoi discendenti di amare i discendenti di Ryuou destinati a perdere l'amore e a cercarlo a vita. Kaiou, Raoul e Toki sono i discendenti di Ryuou. Kaiou si scaglia ancora contro Ken, ma la Divina Arte consente proprio di battere avversari più forti di sé e Kaiou viene sconfitto. Intanto, centinaia di shura dell'esercito di Kaiou circondano Hyou e Yaksha Nero, che seppur stremati riescono a sconfiggere i nemici. Yaksha muore e Hyou viene salvato da Burt, giunto sull'isola con Re Nero. Kaiou comprende i propri errori, Hyou arriva e gli chiede scusa per la propria debolezza che ha portato Kaiou alla perversione; i due muoiono sereni e Ken affida Lynn a Burt, l'unico che può rispondere al suo amore, infine gli dice addio. Con Re Nero, Ken va a prendere Ryu, il figlio di Raoul, per farlo diventare il nuovo maestro di Hokuto. Koketsu, ex-soldato di Raoul, ha accumulato potere con l'astuzia e durante un saccheggio i suoi uomini uccidono la coppia che ha cresciuto Ryu dalla nascita. Per vendicarli, Ryu e Ken si intrufolano nella sua proprietà, dove Ryu e Barga, ex-generale dell'esercito di Raoul, scatenano una rivolta degli schiavi. Ken e Ryu si accingono così a sconfiggere Koketsu. |                                      |                             |
| 25 | Le tre stelle sovrane | 10 novembre 1988 ISBN 4-08-851828-4  | gennaio 1999                |
| 25 | Capitoli - 216. Le frecce del rancore (怨念の矢！?, Onnen no ya!) - 217. Come un topo di fogna (ドブネズミの如く！?, Dobunezumi no kodoku!) - 218. La principessa di Sava (サヴァの王女！?, Sava no ōjo!) - 219. L'eroe (英雄あり！?, Eiyū ari!) - 220. L'ultimo desiderio (血を吐く願い！?, Chi o haku negai!) - 221. Le tre stelle sovrane (交わらぬ三帝星！?, Majiwaranu san teisei!) - 222. Il preludio del declino (滅びの序章?, Horobi no joshō) - 223. L'uomo dalla forza incredibile (凄絶なる強者！?, Seizetsunaru kyousha!) - 224. Il pugno spietato (非情の拳にこめて!!?, Hijō no kobushi ni komete!!) - 225. Morire da re (王として死す！?, Ō toshite shisu!) |                                      |                             |
| 25 | Trama Koketsu cerca di uccidere Ryu per vendicarsi di essere stato umiliato da Raoul. Ken uccide Koketsu, e se ne va con Ryu affidando quelle terre a Barga. I due giungono nelle montagne innevate, dove Ryu è travolto da una valanga e salvato da Sara, la principessa del regno di Sava. Vedendo la forza di Ken che uccide dei cannibali che volevano assalirli, Sara lo conduce nel suo regno per chiedergli aiuto. Qui il re Asam deve dare continue prove di forza per nascondere la propria malattia, per spaventare i cannibali uomini-bestia che circondano il regno. Asam chiede a Ken di uccidere i suoi tre figli, Kai, Bukou e Satora, in quanto sono ugualmente forti e non fanno che rivaleggiare; alla morte di Asam il regno verrebbe diviso in tre e soccomberebbe contro gli uomini-bestia. Ken affronta come nuovo re i principi, i quali impotenti contro la sua forza si riconciliano e sono disposti a sacrificare la vita per difendersi a vicenda. Ken li libera, avendo raggiunto il suo obiettivo. Al confine, Asam fa strage di barbari e infine si accascia, scusandosi coi suoi figli per morire da re. |                                      |                             |
| 26 | Il dolore e l'odio | 10 gennaio 1989 ISBN 4-08-851829-2   | febbraio 1999               |
| 26 | Capitoli - 226. Il sogno di un padre (父よ子よ！?, Chichi yo ko yo!) - 227. Una morte gloriosa (大いなる死よ！?, Dainaru shi yo!) - 228. La terra dei fanatici (狂信者たち！?, Kyōshinsha-tachi!) - 229. Le sacre statue senza volto (顔なき聖像?, Kaonaki seizō) - 230. L'amore cieco (盲愛の果てに?, Mōai no hateni) - 231. La promessa (涙にぬれた約束！?, Namida ni nureta yakusoku!) - 232. Il dolore e l'odio (憎悪すべきもの！?, Zōo subeki mono!) - 233. Dio senza misericordia (無慈悲なる神?, Mujihinaru kami) - 234. L'ombra del dominatore (覇王の影！?, Haō no kage!) - 235. La violenza non apre il cuore (拳にて砕けるにあらず!!?, Kobushi nite kudakeru ni arazu!!) |                                      |                             |
| 26 | Trama I tre principi corrono dal padre, ma Kai viene ucciso dagli ultimi barbari, che sono al soldo del regno di Blanca. Tornati nel regno, Asam muore sereno, ignaro che Kai sia stato ucciso, Bukou diventa il re mentre Satora si dirige dalla sua amata, la principessa di Blanca. Ken elimina i soldati di Blanca che stanno per attaccare Sava. Incredulo, Satora conduce Ken e Ryu a Blanca, i cui abitanti sono miti e con una fede incrollabile in dio. Il Paese è cambiato da quando Barran è diventato imperatore, un uomo che tramite gli tsubo compie miracoli e uccide chi lo ostacola. Ruseri, la principessa, è segregata da Barran che la ama perché gli ricorda la sorella che morì di malattia rifiutandosi di prendere la medicina per pregare invece dio. Ciò scatenò in Barran l'odio contro dio, per vendicarsi del quale si fece insegnare l'arte di Hokuto da Raoul, che poi lo abbandonò in quanto la sua presenza lo metteva di fronte alla propria debolezza. Ken affronta e sconfigge Barran, il quale però si rifiuta di credere che Raoul sia stato battuto rinnegando il proprio modo di vivere. Prende così in ostaggio Ruseri, ma Ryu lo fa desistere. Riconoscendo in lui Raoul, Barran ammette la sconfitta e dice al figlio di Raoul che le sue lacrime hanno sciolto il suo cuore. |                                      |                             |
| 27 | La sconfitta della morte | 10 marzo 1989 ISBN 4-08-851830-6     | marzo 1999                  |
| 27 | Capitoli - 236. Così muore un uomo (死すために男は…?, Shisu tameni otoko wa..) - 237. L'amore lontano (愛すれど遠く…?, Ai suredo tōku...) - 238. La luce del miracolo (奇跡の光！?, Kiseki no hikari!) - 239. La forza di Hokuto (その力強き拳は!!?, Sono chikarazuyoki kobushi wa!!) - 240. Per tutto quello che mi avete dato (愛をくれた者のために！?, Ai o kuretamono no tameni!) - 241. Il ragazzino di un tempo (あの日の少年?, Ano hi no shōnen) - 242. Atroce vendetta (あこがれとともに！?, Akogare totomoni!) - 243. La resurrezione (究極超人復活!!?, Kyūkyoku chōjin fukkatsu!!) - 244. Nessun pentimento (死を賭して なお悔いず!!?, Shi o toshite nao kuizu!!) - 245. Addio, miei cari... e verso il deserto... (さらば愛しき者たちよ…そして荒野へ…?, Saraba aishikimono-tachi yo... soshite kōya e...) |                                      |                             |
| 27 | Trama Barran libera il precedente re di Blanca, e si fa uccidere dal re e dai suoi uomini davanti alla gente, per far credere di essere un impostore i cui miracoli non riescono a salvarlo. La morte di Barran insegna a Ryu come muore un uomo valoroso. Affidato Ryu a Barga, Ken si reca con Re Nero alla tomba di Julia, dove scopre da Mamiya che Burt ha cancellato la memoria di Lynn, perché non poteva tollerare che lei avesse dimenticato di amare Ken, e che ora sta tentando di farle ricordare il passato. Mamiya chiede a Ken di dar sollievo all'animo di Burt. Anche Julia, in punto di morte, chiese a Ken di dare a Lynn la gioia che lui le aveva dato. Ken però non vuole incontrare Lynn e Burt, e dice addio a Mamiya; dal cielo, Julia gli cancella allora la memoria. Ken assetato si imbatte proprio in Lynn e Burt, il quale si dilegua per permettere loro di continuare la loro vita insieme. Borge, un predone a cui Ken aveva tolto la vista anni prima, sta intanto mietendo vittime cercandolo. Burt decide di morire per difenderlo e si spaccia per Ken, venendo torturato. Ken lo trova ma è in difficoltà contro Borge; Burt lo chiama e ciò gli fa tornare la memoria. Ken batte Borge, il quale viene ucciso da Burt per proteggere Lynn. Vedendolo morente, Lynn riacquista i ricordi e Burt chiede a lei e Ken di amarsi. Lynn si rende conto di amare Burt e di voler rimanere accanto alla sua tomba per tutta la vita. Lynn e Mamiya scoprono invece che Burt è vivo perché Ken aveva premuto i suoi tsubo. Infine, Ken torna nel deserto per continuare a proteggere i deboli e morire prima o poi sul campo di battaglia. |                                      |                             |

## Capitoli speciali
- Colui che sale sul mio dorso, capitolo speciale, inizialmente intitolato Hokuto no Ken: Last Piece e pubblicato nel 2014 per il 30mo anniversario della serie, successivamente inserito nel volume 11 della Extreme Edition (kyūkyokuban).